# Волога судіброва
Воло́га судібро́ва — ботанічна пам'ятка природи місцевого значення в Україні. Об'єкт розташований на території Ковельського району Волинської області, на північ від села Білин. 
Площа 1,2 га. Статус присвоєно згідно з розпорядженням Волинської обласної ради народних депутатів від 03.03.1993 року № 18-р. Перебуває у віданні філії «Ковельське лісове господарство», Білинське лісництво, кв. 51, вид. 55. 
Статус присвоєно для збереження частини лісового масиву з сосново-дубовими насадженнями I бонітету віком близько 100 років.

## Галерея

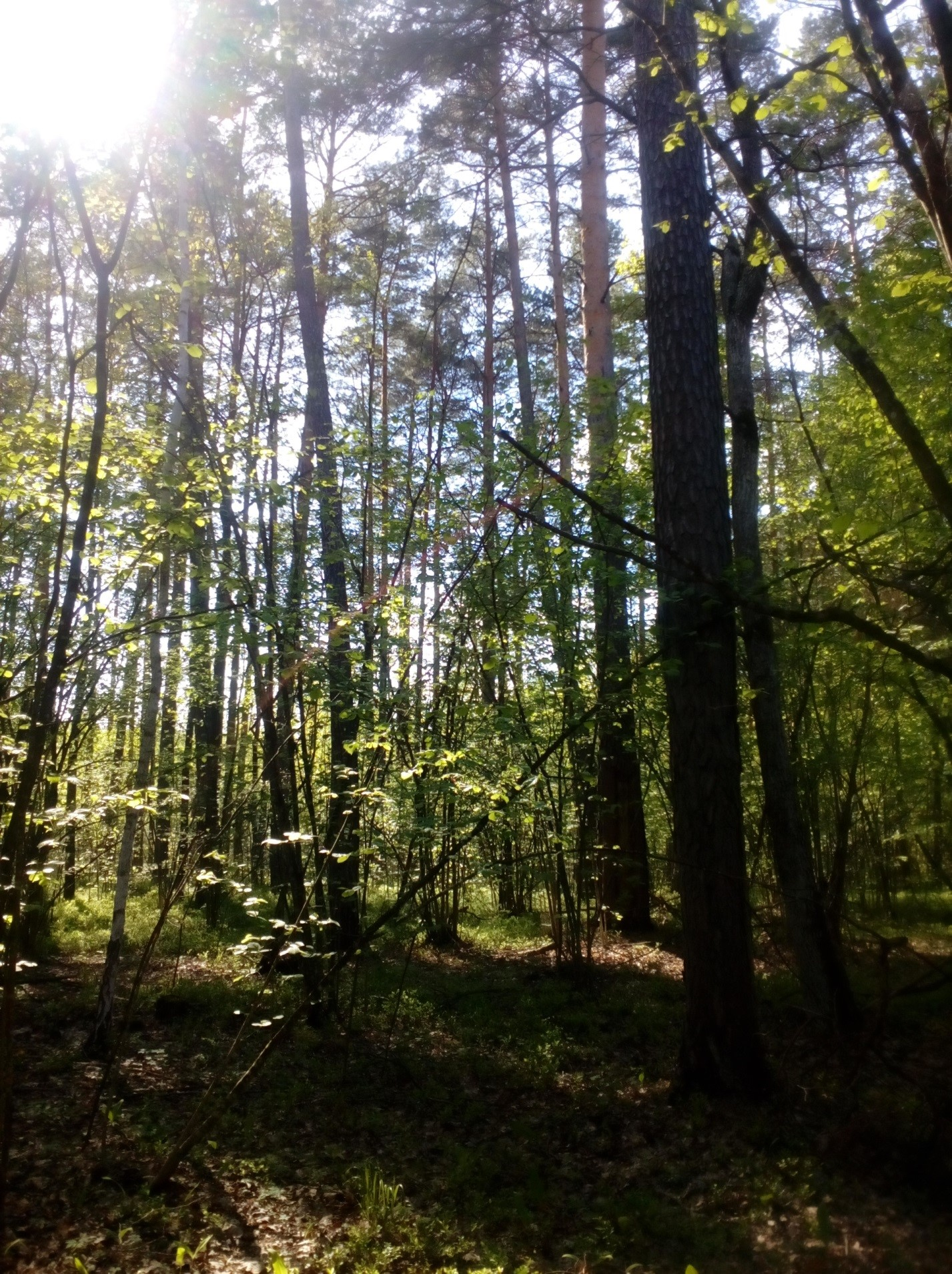
У травні 2017 року
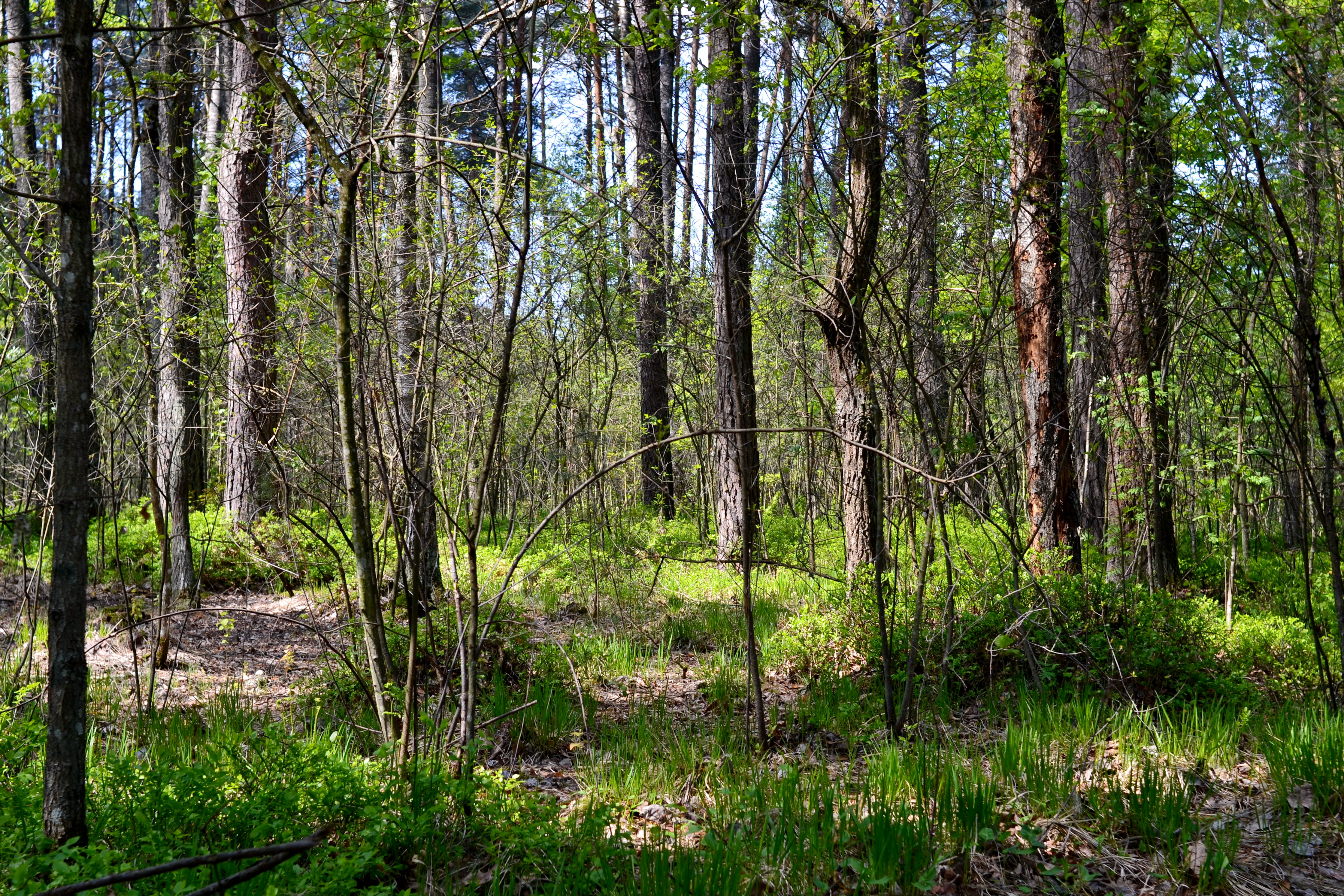
Вигляд у лісі
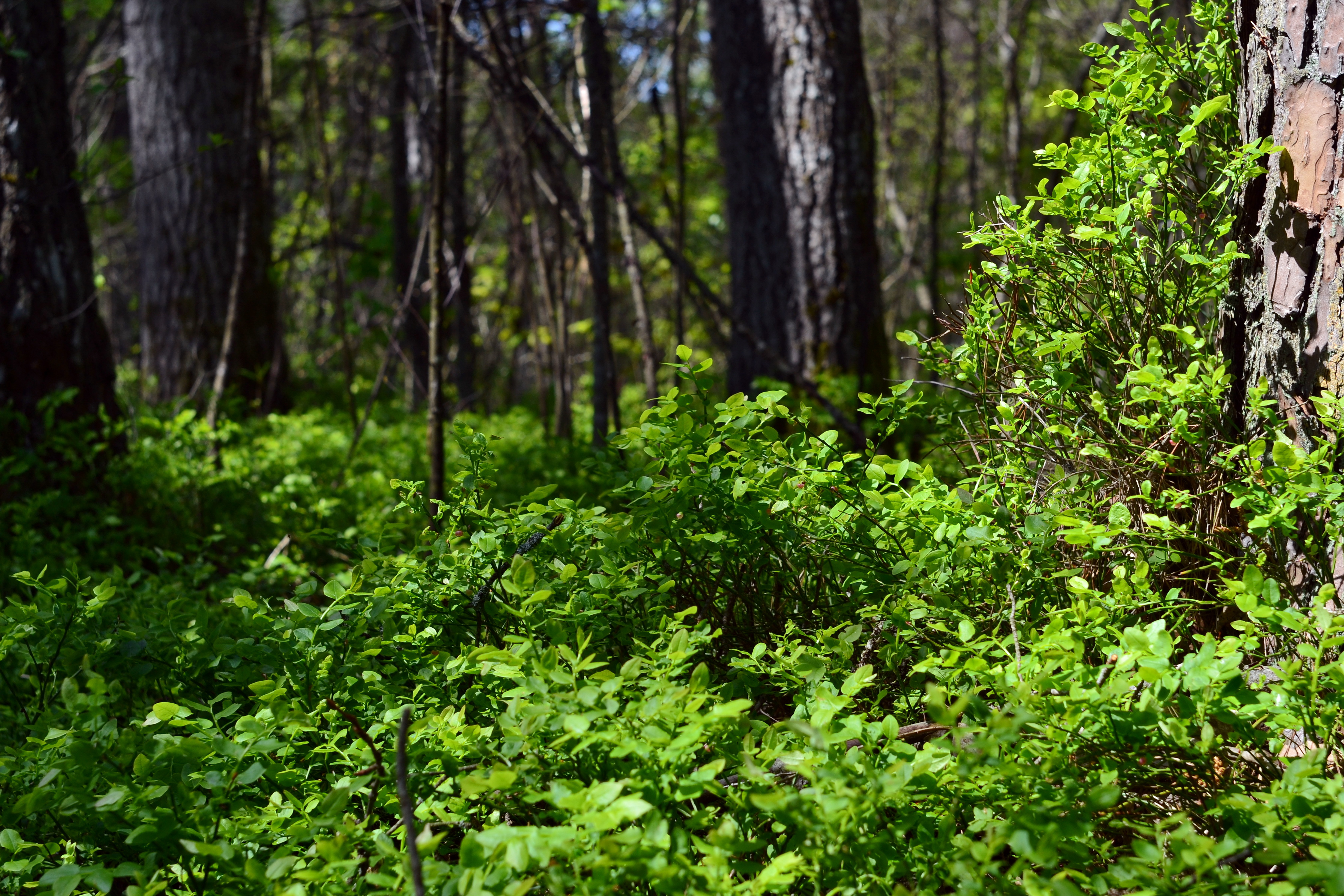
Чорниця у травні